# Rapporto Wolfenden
Il Report of the Departmental Committee on Homosexual Offences and Prostitution, meglio conosciuto come rapporto Wolfenden (dal nome di Lord Wolfenden che è stato presidente del comitato) è stato pubblicato in Gran Bretagna il 4 settembre 1957, a seguito di una serie di casi riguardanti personaggi assai noti tra cui il barone Montagu, Michael Pitt-Rivers e Peter Wildeblood che sono stati condannati a suo tempo per reati omosessuali.

## Storia

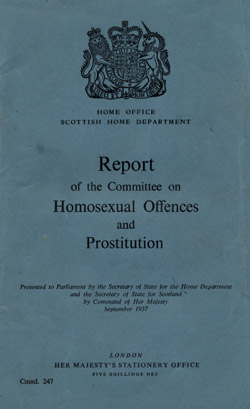
Frontespizio del Rapporto Wolfenden

Sotto la legislazione del Criminal Law Amendment Act 1885 qualsiasi atto omosessuale compiuto tra maschi adulti consenzienti era illegale. Dopo la seconda guerra mondiale vi era stato un aumento di arresti e procedimenti giudiziari in cui erano coinvolti anche personaggi importanti; entro la fine del 1954 in Inghilterra e Galles vi sono stati 1069 casi di uomini incarcerati per atti omosessuali, con un'età media di 37 anni.
A seguito di vari casi sensazionalistici, in particolare quello inerente allo scienziato Alan Turing ed a Lord Montagu di Beaulieu, il governo conservatore fece istituire una commissione dipartimentale sotto la guida di sir John Wolfeden, che considerava sia i reati omosessuali sia quelli connessi al mondo della prostituzione.

## Il comitato
Il comitato era presieduto da Sir John Wolfenden (1906–1985). Il comitato era composto da 15 membri (4 donne e 11 uomini).
Il comitato stabilì la sua prima riunione per il 15 settembre 1954 e rimase riunito per 62 giorni, 32 dei quali sono stati utilizzati per ascoltare i testimoni. La commissione ascoltò anche membri della polizia, ufficiali giudiziari, psichiatri, leader religiosi e per finire anche gli uomini gay la cui vita era stata colpita dall'applicazione della legge.
Ottenere la testimonianza di uomini gay come prova fu notevolmente difficoltosa; Wolfeden considerò anche di mettere un annuncio su vari giornali e riviste, ma il comitato decise invece infine di individuare tre uomini disposti a deporre: Peter Wildeblood, Carl Winter e Patrick Trevor-Roper. Wildeblood era stato condannato e mandato in prigione, Winter era direttore del Fitzwilliam Museum, mentre Trevor-Roper era un chirurgo oculistico riconosciuto oltre che fratello del famoso storico Hugh Trevor-Roper. Al fine di proteggere le loro identità Trevor-Roper è stato indicato come "il dottore" e Winter come "Mr White".

## Le raccomandazioni del rapporto
Il rapporto concludeva che i fatti privati dovessero rimanere "giuridicamente irrilevanti" (infatti, in caso contrario si perverrebbe al "deliberato tentativo di equiparare la sfera del crimine con quella del peccato"), pur non incoraggiando per questo motivo l'immoralità privata.
Il rapporto ha anche discusso l'aumento della prostituzione di strada, al momento, che viene associato con "comunità cause d'instabilità" e "indebolimento della famiglia". Di conseguenza, ci fu un giro di vite della polizia sulla prostituzione di strada a seguito della relazione e venne approvata la Street Offences Act 1959.

## Conseguenze
In The Enforcement of Morals (L'applicazione della morale) il giudice e giurista Lord Patrick Devlin afferma che il rapporto Wolfeden "è riconosciuto per essere un ottimo studio di due problemi legali e sociali molto difficili". Devlin attacca il principio, derivato da John Stuart Mill in Sulla libertà, che la legge non dovrebbe occuparsi di immoralità privata e dicendo che la relazione "richiede circostanze particolari da mostrare per giustificare l'intervento della legge. Penso che questo sia sbagliato in linea di principio". In altre parole, Devlin contesta che vi debba essere distinzione tra la moralità pubblica e privata, dato che la moralità condivisa tiene insieme la società.
Lo storico Patrick Higgins ha descritto un certo numero di difetti della relazione, ad esempio "la sua incapacità di comprendere o apprezzare (se non nei termini più negativi) l'importanza della subcultura omosessuale".